# Bianca Bin
Bianca Franceschinelli Bin, née le 3 septembre 1990 à Jundiaí, est une actrice brésilienne.